# Park Seed Company Gardens
La sede nacional de la Park Seed Company y los Wayside Gardens se encuentran ubicados en Greenwood, Carolina del Sur. El complejo de la sede está rodeado por nueve acres de jardines que están mantenidos por la Park Seed Company con diversos propósitos. Además de apoyar la experimentación científica y hortícola, son una fuente de placer y de inspiración estéticos para los empleados, miembros de la Comunidad, y visitantes de todo el mundo. 
El « Flower Day » (Día de la Flor) del « Park Seed Company Gardens » (Jardines de la Compañía de Semillas de Jardín), es el único día cada año en el cual los horticultores profesionales de la compañía hacen de guías con los visitantes de los jardines. En 1967, el día de la flor dio lugar al South Carolina Festival of Flowers (Festival de las Flores de Carolina del Sur), el cual con el paso de los años ha derivado a una celebración de tres semanas largas de visitas guiadas por los jardines, concursos de arte y fotografía, un triatlón, y otras numerosas actividades culturales y recreativas. 

## Jardín de Pruebas del «Park Seed Company Gardens»
El Jardín de pruebas del « Park Seed Company Gardens » proporciona un laboratorio vivo en donde los horticultores dedicados a la investigación de la « Park Seed Company », pueden comparar la calidad de las plantas del estándar industrial con las nuevas variedades que son ofrecidas gracias a los progresos en las investigaciones. Cada año, Park Seed Company conduce ensayos en más de 2.000 variedades, todas ellas plantadas manualmente y atendidas individualmente. Las pruebas para las plantas anuales de desarrollo en estación cálida, se realizan en el periodo comprendido de enero a agosto, para las plantas perennes se realizan a lo largo de todo el año. El jardín de pruebas del « Park Seed Company Gardens » es parte del prestigioso programa del All-America Selections (AAS). La « Park Seed Company », ha sido un colaborador muy activo con el AAS desde mediados de la década de 1950. Los expertos hortícolas de la « Park Seed Company » ejercen frecuentemente como jueces del AAS, y cinco ejecutivos de la « Park Seed Company » han ejercido como presidentes del AAS.

## Jardines temáticos del «Park Seed Company Gardens»
Además de la estricta estructura de los jardines de pruebas, los jardines de la « Park Seed Company », también abarcan numerosas áreas especialmente enfocadas en diseños del paisaje. Estas áreas demuestran cómo las más diversas plantas armonizan unas con otras y proporcionan ideas de diseño para los visitantes a todos los niveles de experiencia en cultivar un jardín. La « Park Seed Company », mantiene una rosaleda, un jardín de exhibición de macetas, un jardín de setos resistentes al ramoneo de los ciervos, jardines de pleno sol y de sombra, un jardín tolerante de la sequía, una exhibición de hierbas ornamentales, un jardín tropical, y un jardín de las mariposas y de los colibríes, entre otros.